# Leopoldo da Baviera (1846–1930)
Leopoldo Maximiliano José Maria Arnulfo (em alemão: Leopold Maximilian Joseph Maria Arnulf; Munique, 9 de fevereiro de 1846 - 28 de setembro de 1930) foi um príncipe da Baviera.

## Biografia
Segundo filho do príncipe regente Leopoldo da Baviera e da arquiduquesa Augusta da Áustria. O rei Luís III da Baviera era seu irmão mais velho. Aos 15 anos, alistou-se no Exército da Baviera em 28 de novembro de 1861 e serviu na artilharia bávara na Guerra Austro-Prussiana em 1866.
Em 1870, serviu no 3º Regimento de Artilharia do Reino da Prússia na Guerra Franco-Prussiana sob o comando do rei Luís II da Baviera, e obteve uma grande vitória durante o ataque do exército prussiano a Sedan, França. Em dezembro de 1870, foi condecorado com o posto de major do Exército da Baviera e com a Cruz de Ferro e a Ordem de Mérito Militar da Baviera.

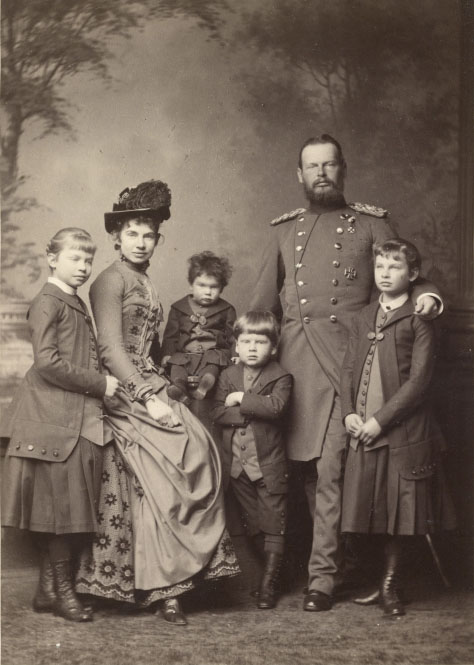
Leopoldo da Baviera, Gisela da Áustria e seus filhos.

Em 1873, ele se casou com a arquiduquesa Gisela da Áustria, a segunda filha do imperador Francisco José I da Áustria e Isabel "Sissi" da Baviera. O casal teve dois filhos e duas filhas. Em 1892, após a aposentadoria do conde Leonhard von Blumenthal, Leopoldo o sucedeu como comandante do 4º Exército, que estava baseado em Munique, a capital do Reino da Baviera. Ele foi condecorado com o posto de marechal de campo da Baviera em 1 de janeiro de 1905. Leopoldo se aposentou do exército em 1913.
Em 16 de abril de 1915, durante a Primeira Guerra Mundial, foi nomeado comandante do 9º Exército do Império Alemão e obteve grande sucesso na operação militar que ocorreu em Varsóvia em 4 de agosto de 1915. Em reconhecimento às suas conquistas, foi condecorado com a Ordem Militar de Maximiliano José em 5 de agosto de 1915 e a Pour le Mérite em 9 de agosto de 1915.
Em 29 de agosto de 1916, após a reversão da Ofensiva Brusilov na campanha de Verão de Bruxelas contra a Áustria, Leopoldo foi nomeado Comandante Supremo do Leste pelo marechal de campo Paul von Hindenburg. Leopoldo ocupou esta posição pelo restante da Primeira Guerra Mundial e foi considerado um candidato potencial ao trono do Reino da Polônia, um Estado fantoche do Império Alemão.
Leopold recebeu cinco condecorações durante a Primeira Guerra Mundial, até 4 de março de 1918, quando se aposentou após assinar o Tratado de Brest-Litovski, que encerrou os combates na Frente Oriental. O tratado foi muito favorável ao Império Alemão, então Leopoldo encerrou seu serviço com sucesso. Ele morreu em Munique em 28 de setembro de 1930, e seu corpo foi sepultado na Igreja de São Miguel (St. Michaelskirche), em Munique.